# Province de Nor Chichas
La province de Nor Chichas est une des 16 provinces du département de Potosí, en Bolivie. Son chef-lieu est la ville de Cotagaita.
Sa population s'élevait à 35 323 habitants au recensement de 2001.
La province est subdivisée en deux municipes (municipios) :
- Cotagaita
- Vitichi